# Campeonato Cearense 1964
In 1964 werd het 50ste Campeonato Cearense gespeeld voor clubs uit Braziliaanse staat Ceará. De competitie werd georganiseerd door de FCF en werd gespeeld van 22 maart 1964 tot 14 februari 1965. Fortaleza werd kampioen.

## Eerste toernooi
| Plaats | Club           | Wed. | W | G | V | Saldo | Ptn. |
| ------ | -------------- | ---- | - | - | - | ----- | ---- |
| 1.     | Fortaleza      | 7    | 6 | 0 | 1 | 16:5  | 12   |
| 2.     | Ceará          | 7    | 5 | 0 | 2 | 17:7  | 10   |
| 3.     | Usina Ceará    | 7    | 4 | 1 | 2 | 12:10 | 9    |
| 4.     | Ferroviário    | 7    | 3 | 1 | 3 | 13:7  | 7    |
| 5.     | América        | 7    | 2 | 2 | 3 | 10:8  | 6    |
| 6.     | Calouros do Ar | 7    | 2 | 1 | 4 | 9:18  | 5    |
| 7.     | Nacional       | 7    | 2 | 0 | 5 | 5:13  | 4    |
| 8.     | Gentilândia    | 7    | 1 | 1 | 5 | 8:22  | 3    |

|  | Naar finale |

## Tweede toernooi
| Plaats | Club           | Wed. | W | G | V | Saldo | Ptn. |
| ------ | -------------- | ---- | - | - | - | ----- | ---- |
| 1.     | América        | 7    | 5 | 1 | 1 | 28:6  | 11   |
| 2.     | Ceará          | 7    | 5 | 1 | 1 | 28:11 | 11   |
| 3.     | Ferroviário    | 7    | 3 | 3 | 1 | 10:6  | 9    |
| 4.     | Nacional       | 7    | 3 | 1 | 3 | 9:21  | 7    |
| 5.     | Fortaleza      | 7    | 1 | 4 | 2 | 5:13  | 6    |
| 6.     | Calouros do Ar | 7    | 2 | 2 | 3 | 7:11  | 6    |
| 7.     | Usina Ceará    | 7    | 2 | 2 | 3 | 10:10 | 6    |
| 8.     | Gentilândia    | 7    | 0 | 0 | 7 | 4:23  | 0    |

|  | Naar finale |

## Derde toernooi
| Plaats | Club           | Wed. | W | G | V | Saldo | Ptn. |
| ------ | -------------- | ---- | - | - | - | ----- | ---- |
| 1.     | Ceará          | 6    | 5 | 0 | 1 | 9:4   | 10   |
| 2.     | Usina Ceará    | 6    | 3 | 1 | 2 | 6:6   | 7    |
| 3.     | Fortaleza      | 6    | 3 | 1 | 2 | 16:9  | 7    |
| 4.     | América        | 6    | 1 | 3 | 2 | 12:11 | 5    |
| 5.     | Calouros do Ar | 6    | 2 | 1 | 3 | 8:14  | 5    |
| 6.     | Ferroviário    | 6    | 2 | 1 | 3 | 7:9   | 5    |
| 7.     | Nacional       | 6    | 1 | 1 | 4 | 5:10  | 3    |

|  | Naar finale |

## Finaleronde
| Plaats | Club      | Wed. | W | G | V | Saldo | Ptn. |
| ------ | --------- | ---- | - | - | - | ----- | ---- |
| 1.     | Fortaleza | 4    | 3 | 1 | 0 | 6:2   | 7    |
| 2.     | Ceará     | 4    | 0 | 3 | 1 | 4:6   | 3    |
| 3.     | América   | 4    | 0 | 2 | 2 | 2:4   | 2    |

|  | Kampioen |

### Kampioen
| Campeonato Cearense de 1964    |
| Ceará                          |
| ------------------------------ |
| FORTALEZA Kampioen (19° titel) |